# Copelatus
Copelatus es un género numeroso de pequeños escarabajos. Hay unas 470 especies descritas, se encuentran en todo el mundo, pero la mayoría se encuentra en las regiones tropicales de Suramérica, África y sudeste de Asia. 
Los adultos miden 4 a 6 mm, las larvas hasta 7 a 8 mm. Los élitros tienen cinco a diez estrías longitudinales.
Es de distribución pantropical. Son especies pioneras que se encuentran en charcos, en huecos de árboles; en Ecuador se encuentran en los charcos formados entre las brácteas de palmeras como Iriartea deltoidea. Las larvas se alimentan de copépodos, ostracodos, larvas acuáticas de moscas.

## Sistemática
El género Copelatus es dividido en varios subgéneros (Colepatus, Papuadytes etc.), algunos de los cuales son tratados como géneros separados. Puede ser parafilético con respecto a los pequeños géneros de Copelatinae Lacconectus y Aglymbus.

## Especies
Especies incluidas:
- Copelatus abonnenci Guignot, 1939
- Copelatus acamas Guignot, 1955
- Copelatus advena Sharp, 1882
- Copelatus aemulus Bilardo & Rocchi, 1995
- Copelatus aequatorius Régimbart, 1899
- Copelatus aethiopicus Régimbart, 1906
- Copelatus agrias Guignot, 1954
- Copelatus aldabricus J.Balfour-Browne, 1950
- Copelatus alternatus Sharp, 1882
- Copelatus amaroides Guignot, 1952
- Copelatus amatolensis Omer-Cooper, 1965
- Copelatus amazonicus Régimbart, 1889
- Copelatus ambiguus Bertrand & Legros, 1975
- Copelatus anastomosans Guignot, 1952
- Copelatus andobonicus Guignot, 1960
- Copelatus andreinii Régimbart, 1905
- Copelatus andrewesi J.Balfour-Browne, 1939
- Copelatus angolensis Peschet, 1924
- Copelatus angustus Gschwendtner, 1932
- Copelatus annobomensis J.Balfour-Browne, 1939
- Copelatus anthracinus Régimbart, 1895
- Copelatus aphroditae Balke, 2003
- Copelatus apicalis Fairmaire, 1898
- Copelatus apuzzoi Bilardo & Rocchi, 1999
- Copelatus aruensis J.Balfour-Browne, 1939
- Copelatus assamensis Vazirani, 1970
- Copelatus assimilis Régimbart, 1895
- Copelatus ateles Guignot, 1955
- Copelatus atrosulcatus Régimbart, 1906
- Copelatus bacchusi Wewalka, 1981
- Copelatus bacillifer Guignot, 1955
- Copelatus baculiformis Guignot, 1955
- Copelatus badeni Sharp, 1882
- Copelatus bakewelli J.Balfour-Browne, 1939
- Copelatus bangalorensis Vazirani, 1970
- Copelatus baoulicus Bilardo & Pederzani, 1978
- Copelatus barbouri Young, 1942
- Copelatus basifasciatus Régimbart, 1895
- Copelatus basilewskyi Bilardo & Pederzani, 1979
- Copelatus bechynei Guignot, 1953
- Copelatus befasicus Guignot, 1956
- Copelatus bengalensis Guignot, 1955
- Copelatus bertrandi Nilsson, Bilardo & Rocchi, 1996
- Copelatus bibulus Guignot, 1948
- Copelatus biformis Sharp, 1882
- Copelatus bilunatus Guignot, 1955
- Copelatus binaghii Bilardo & Pederzani, 1978
- Copelatus biolleyi Guignot, 1952
- Copelatus biroi Guignot, 1956
- Copelatus biseriatus J.Balfour-Browne, 1939
- Copelatus biswasi Mukherjee & Sengupta, 1986
- Copelatus blancasi Guignot, 1958
- Copelatus blatchleyi Young, 1953
- Copelatus bolivianus Guignot, 1957
- Copelatus bombycinus Guignot, 1952
- Copelatus bonvouloiri Sharp, 1882
- Copelatus bottegoi Régimbart, 1895
- Copelatus boukali Hendrich & Balke, 1998
- Copelatus brancuccii Rocchi, 1979
- Copelatus brasiliensis Zimmermann, 1921
- Copelatus brevistrigatus Guignot, 1959
- Copelatus brivioi Rocchi, 1976
- Copelatus brullei Aubé, 1838
- Copelatus brunneus J.Balfour-Browne, 1939
- Copelatus buqueti Aubé, 1838
- Copelatus burgeoni Gschwendtner, 1930
- Copelatus caelatipennis Aubé, 1838
- Copelatus caelatus Guignot, 1952
- Copelatus caffer J.Balfour-Browne, 1939
- Copelatus camerunensis Guignot, 1941
- Copelatus capensis Sharp, 1882
- Copelatus carayoni Legros, 1949
- Copelatus carinatus Sharp, 1882
- Copelatus celinoides Guignot, 1952
- Copelatus cessaima Caetano, de C. Bena, & Vanin, 2013[5]
- Copelatus ceylonicus Vazirani, 1969
- Copelatus cheesmanae J.Balfour-Browne, 1939
- Copelatus chevrolati Aubé, 1838
- Copelatus chibcha Guignot, 1952
- Copelatus chipiriricus Guignot, 1957
- Copelatus chloroticus Régimbart, 1899
- Copelatus cinnamomeus Régimbart, 1895
- Copelatus clarki Sharp, 1882
- Copelatus collarti Gschwendtner, 1932
- Copelatus compertus Guignot, 1956
- Copelatus concii Bilardo, 1982
- Copelatus concolor Sharp, 1882
- Copelatus concolorans J.Balfour-Browne, 1939
- Copelatus confinis Bilardo & Rocchi, 1999
- Copelatus congo Gschwendtner, 1938
- Copelatus consimilis Bilardo & Rocchi, 2002
- Copelatus consors Sharp, 1882
- Copelatus cooperae Bilardo & Pederzani, 1972
- Copelatus cordovai Megna & Epler, 2012[6]
- Copelatus cordylinoides J.Balfour-Browne, 1938
- Copelatus coxalis Sharp, 1882
- Copelatus crassus Régimbart, 1895
- Copelatus cryptarchoides Régimbart, 1899
- Copelatus cubaensis Schaeffer, 1908
- Copelatus curtistriatus Bilardo & Rocchi, 1995
- Copelatus daemeli Sharp, 1882
- Copelatus danyi Megna & Epler, 2012[6]
- Copelatus darlingtoni Young, 1942
- Copelatus debilis Sharp, 1882
- Copelatus decellei Bilardo, 1982
- Copelatus decemsulcatus Régimbart, 1895
- Copelatus deceptor Bilardo & Rocchi, 1995
- Copelatus depressus Sharp, 1882
- Copelatus descarpentriesi Bertrand & Legros, 1975
- Copelatus diffisus Guignot, 1939
- Copelatus dimorphus Sharp, 1882
- Copelatus distinctus Aubé, 1838
- Copelatus distinguendus Régimbart, 1903
- Copelatus divisus Watts, 1978
- Copelatus dolosus Guignot, 1956
- Copelatus doriae Sharp, 1882
- Copelatus duodecimstriatus Aubé, 1838
- Copelatus duponti Aubé, 1838
- Copelatus edax Guignot, 1955
- Copelatus efoutensis Bilardo & Rocchi, 1995
- Copelatus ejactus Omer-Cooper, 1965
- Copelatus ellai Bilardo & Rocchi, 1995
- Copelatus elutus Guignot, 1958
- Copelatus enganensis Guignot, 1940
- Copelatus epactus Guignot, 1948
- Copelatus erichsonii Guérin-Méneville, 1849
- Copelatus esteriensis Bilardo & Pederzani, 1978
- Copelatus eucritus Guignot, 1952
- Copelatus evanidus Bilardo & Rocchi, 1995
- Copelatus exaratus Sharp, 1882
- Copelatus externus Kirsch, 1873
- Copelatus fasciatus Bilardo & Rocchi, 1995
- Copelatus fastidiosus Guignot, 1959
- Copelatus feae Régimbart, 1888
- Copelatus fernandensis Guignot, 1952
- Copelatus ferruginicollis Régimbart, 1895
- Copelatus ferus Guignot, 1953
- Copelatus festae Régimbart, 1899
- Copelatus fidschiensis Zimmermann, 1928
- Copelatus fijiensis Guignot, 1955
- Copelatus filiformis Sharp, 1882
- Copelatus flavicans Guignot, 1952
- Copelatus flavidus Régimbart, 1895
- Copelatus fluviaticus Guignot, 1957
- Copelatus fontanus J.Balfour-Browne, 1950
- Copelatus fossilis Riha, 1974
- Copelatus fractistriatus Bilardo & Rocchi, 1995
- Copelatus freudei Guignot, 1955
- Copelatus fryi J.Balfour-Browne, 1939
- Copelatus fulviceps J.Balfour-Browne, 1938
- Copelatus fuscipennis Sharp, 1882
- Copelatus fuscomaculatus Guignot, 1952
- Copelatus gabonicus Bilardo & Pederzani, 1978
- Copelatus galapagoensis G.R.Waterhouse, 1845
- Copelatus garambanus Guignot, 1955
- Copelatus gardineri Scott, 1912
- Copelatus geayi Régimbart, 1904
- Copelatus geniculatus Sharp, 1882
- Copelatus gentilis Sharp, 1882
- Copelatus gestroi Régimbart, 1892
- Copelatus gibsoni Vazirani, 1974
- Copelatus glyphicus (Say, 1823)
- Copelatus griffinii Régimbart, 1899
- Copelatus gschwendtneri Guignot, 1939
- Copelatus guadelupensis Legros, 1948
- Copelatus guerini Aubé, 1838
- Copelatus guineensis Guignot, 1955
- Copelatus hararensis Guignot, 1952
- Copelatus hardenbergi J.Balfour-Browne, 1950
- Copelatus hebeter Guignot, 1953
- Copelatus heterogynus Régimbart, 1899
- Copelatus hydroporoides (Murray, 1859)
- Copelatus ibrahimi Zalat, Saleh, Angus & Kaschef, 2000
- Copelatus iguelaensis Bilardo & Rocchi, 2002
- Copelatus ilybioides Régimbart, 1895
- Copelatus imasakai Matsui & Kitayama, 2000
- Copelatus imitator Bilardo & Rocchi, 2002
- Copelatus inaequalis Sharp, 1882
- Copelatus incognitus Sharp, 1882
- Copelatus indicus Sharp, 1882
- Copelatus inopinatus Bilardo & Rocchi, 1995
- Copelatus inornatus Sharp, 1882
- Copelatus insidiosus Bilardo & Rocchi, 1995
- Copelatus insolitus Chevrolat, 1863
- Copelatus instabilis Régimbart, 1897
- Copelatus instriatus Zimmermann, 1921
- Copelatus insuetus Guignot, 1941
- Copelatus insulanus Guignot, 1939
- Copelatus integer Sharp, 1882
- Copelatus internus Régimbart, 1904
- Copelatus interstriatus J.Balfour-Browne, 1939
- Copelatus inuber Guignot, 1952
- Copelatus ipiformis Régimbart, 1895
- Copelatus irinus Régimbart, 1899
- Copelatus irregularis W.J. Macleay, 1871
- Copelatus ischius Guignot, 1956
- Copelatus jactator Guignot, 1955
- Copelatus jamaicensis Young, 1942
- Copelatus japonicus Sharp, 1884
- Copelatus jarrigei Legros, 1954
- Copelatus javanus Régimbart, 1883
- Copelatus jocosus Guignot, 1955
- Copelatus johannis Guignot, 1954
- Copelatus kalaharii Gschwendtner, 1935
- Copelatus kammuriensis Tamu & Tsukamoto, 1955
- Copelatus karnatakus Holmen & Vazirani, 1990
- Copelatus kaszabi Guignot, 1956
- Copelatus kilimandjarensis Bilardo & Pederzani, 1972
- Copelatus kindianus Guignot, 1954
- Copelatus kongouensis Bilardo & Rocchi, 1999
- Copelatus koreanus Mori, 1932
- Copelatus laccophilinus Sharp, 1882
- Copelatus laeticulus Sharp, 1882
- Copelatus lamottei Legros, 1954
- Copelatus lanzai Bilardo & Rocchi, 1995
- Copelatus laraensis Bilardo & Rocchi, 1995
- Copelatus lasckonyi Bilardo & Rocchi, 1995
- Copelatus latens Guignot, 1952
- Copelatus laticollis Régimbart, 1899
- Copelatus latifasciatus Bilardo & Rocchi, 1999
- Copelatus latipes Sharp, 1882
- Copelatus latus J.Balfour-Browne, 1950
- Copelatus leonardii Bilardo & Rocchi, 1999
- Copelatus leonensis Legros, 1954
- Copelatus lepersonneae Gschwendtner, 1943
- Copelatus lignosus Guignot, 1955
- Copelatus lineatipennis Guignot, 1955
- Copelatus lineatus (Guérin-Méneville, 1838)
- Copelatus longicornis Sharp, 1882
- Copelatus lootensi Guignot, 1955
- Copelatus louayensis Bilardo & Rocchi, 2004
- Copelatus luctuosus Guignot, 1939
- Copelatus luridescens Régimbart, 1889
- Copelatus luteocinctus Guignot, 1955
- Copelatus luteomaculatus Guignot, 1956
- Copelatus luzonicus Guignot, 1952
- Copelatus macellus Guignot, 1950
- Copelatus madoni Guignot, 1952
- Copelatus mahajanga Pederzani & Hájek, 2005
- Copelatus mahleri Holmen & Vazirani, 1990
- Copelatus makokouensis Bilardo & Rocchi, 1995
- Copelatus malaisei Guignot, 1954
- Copelatus mancus Sharp, 1887
- Copelatus marginatus Sharp, 1882
- Copelatus masculinus Régimbart, 1899
- Copelatus massaicus Guignot, 1941
- Copelatus mathani Guignot, 1952
- Copelatus mbokoensis Bilardo & Rocchi, 2006
- Copelatus melanogrammus Régimbart, 1883
- Copelatus mimetes Guignot, 1957
- Copelatus minimus Bilardo & Rocchi, 1995
- Copelatus minor Bilardo & Pederzani, 1978
- Copelatus minutissimus J.Balfour-Browne, 1939
- Copelatus mocquerysi Régimbart, 1895
- Copelatus mohelicus Guignot, 1959
- Copelatus monticola Guignot, 1951
- Copelatus montivagus Young, 1942
- Copelatus mulangensis Bameul, 2003
- Copelatus mundus Sharp, 1882
- Copelatus mutabilis Bilardo & Rocchi, 1999
- Copelatus mvoungensis Bilardo & Rocchi, 2004
- Copelatus mysorensis Vazirani, 1970
- Copelatus nakamurai Guéorguiev, 1970
- Copelatus nangaensis Guignot, 1952
- Copelatus nauclerus Guignot, 1939
- Copelatus neavei J.Balfour-Browne, 1950
- Copelatus neelumae Vazirani, 1973
- Copelatus neoguineensis Zimmermann, 1919
- Copelatus nigricans Sharp, 1882
- Copelatus nigrolineatus Sharp, 1882
- Copelatus nigropennis Zimmermann, 1927
- Copelatus nigrostriatus Régimbart, 1895
- Copelatus nilssoni Wewalka, 1982
- Copelatus nimbaensis Legros, 1958
- Copelatus nitens Bilardo & Rocchi, 1999
- Copelatus nitidus Sharp, 1882
- Copelatus nodieri Régimbart, 1895
- Copelatus normalis Erichson, 1847
- Copelatus notius Omer-Cooper, 1965
- Copelatus nzei Bilardo & Rocchi, 1999
- Copelatus oblitus Sharp, 1882
- Copelatus obscurus Sharp, 1882
- Copelatus occultus Bilardo & Rocchi, 1995
- Copelatus ogasawarensis Kamiya, 1932
- Copelatus onorei Pederzani & Rocchi, 1982
- Copelatus ornatipennis Zimmermann, 1926
- Copelatus owas Régimbart, 1895
- Copelatus pachys Guignot, 1955
- Copelatus pallidus Régimbart, 1895
- Copelatus paludorum Guignot, 1952
- Copelatus pandanorum Scott, 1912
- Copelatus pantosi Guignot, 1958
- Copelatus papuensis J.Balfour-Browne, 1939
- Copelatus parabaptus Guignot, 1955
- Copelatus parallelipipedus Régimbart, 1895
- Copelatus parallelus Zimmermann, 1920
- Copelatus pardii Rocchi, 1990
- Copelatus parisii Guignot, 1959
- Copelatus parumstriatus Gschwendtner, 1934
- Copelatus paryphes Guignot, 1955
- Copelatus pederzanii Bilardo & Rocchi, 1995
- Copelatus pereirai Guignot, 1955
- Copelatus peridinus Guignot, 1955
- Copelatus pinnifer Guignot, 1952
- Copelatus piriensis Omer-Cooper, 1965
- Copelatus platynotus Régimbart, 1895
- Copelatus polystrigus Sharp, 1882
- Copelatus ponomarenkoi Riha, 1974
- Copelatus portior Guignot, 1956
- Copelatus posticatus (Fabricius, 1801)
- Copelatus poungai Bilardo & Rocchi, 2006
- Copelatus predaveterus K.B.Miller, 2003
- Copelatus prolixus Sharp, 1882
- Copelatus prolongatus Sharp, 1882
- Copelatus propino Guignot, 1960
- Copelatus propinquus Régimbart, 1895
- Copelatus proximus Sharp, 1882
- Copelatus pulchellus (Klug, 1834)
- Copelatus pulicarius Régimbart, 1895
- Copelatus pumilus Régimbart, 1895
- Copelatus punctatus Bilardo & Rocchi, 1995
- Copelatus punctulatus Aubé, 1838
- Copelatus quadrisignatus Régimbart, 1877
- Copelatus racenisi Guignot, 1951
- Copelatus ragazzii Régimbart, 1887
- Copelatus regimbarti Branden, 1885
- Copelatus restrictus Sharp, 1882
- Copelatus rimosus Guignot, 1952
- Copelatus rivalis Guignot, 1952
- Copelatus rocchii Bilardo, 1982
- Copelatus romani Zimmermann, 1924
- Copelatus royi Legros, 1958
- Copelatus rubiginosus Guignot, 1954
- Copelatus ruficapillus Régimbart, 1895
- Copelatus ruteri Legros, 1954
- Copelatus saegeri Guignot, 1955
- Copelatus sahlbergi J.Balfour-Browne, 1939
- Copelatus sallaei Sharp, 1882
- Copelatus sanfilippoi Bilardo & Pederzani, 1972
- Copelatus scalptus Guignot, 1954
- Copelatus scaphites Guignot, 1955
- Copelatus schaefferi Young, 1942
- Copelatus schereri Wewalka, 1981
- Copelatus schuhi Hendrich & Balke, 1998
- Copelatus scutatus Guignot, 1952
- Copelatus scytalotus Guignot, 1956
- Copelatus senegalensis Lagar & Hernando, 1991
- Copelatus sexstriatus Sharp, 1882
- Copelatus sharpi Branden, 1885
- Copelatus silvestrii Régimbart, 1903
- Copelatus simoni Régimbart, 1889
- Copelatus singularis Bilardo & Rocchi, 1995
- Copelatus sociennus J.Balfour-Browne, 1952
- Copelatus solitarius Sharp, 1882
- Copelatus sordidipennis Régimbart, 1895
- Copelatus spangleri Vazirani, 1974
- Copelatus speciosus Régimbart, 1892
- Copelatus spoliatus Guignot, 1955
- Copelatus stavropolitanus Riha, 1974
- Copelatus stillicidicola Bilardo & Rocchi, 1995
- Copelatus striatellus Boheman, 1848
- Copelatus striaticollis Lucas, 1857
- Copelatus striatopterus Aubé, 1838
- Copelatus striatulus Aubé, 1838
- Copelatus strigipennis (Laporte, 1835)
- Copelatus strigosulus (Fairmaire, 1878)
- Copelatus strinatii Guignot, 1958
- Copelatus striolatus Peschet, 1917
- Copelatus stygis Guignot, 1958
- Copelatus subdeficiens Régimbart, 1902
- Copelatus subsimilis Guignot, 1958
- Copelatus substriatus Kirsch, 1873
- Copelatus subterraneus Guéorguiev, 1978
- Copelatus sudrei Bameul, 2003
- Copelatus sulcatus Sharp, 1882
- Copelatus sulcipennis (Laporte, 1835)
- Copelatus sumbawensis Régimbart, 1899
- Copelatus suppar Guignot, 1956
- Copelatus supplementaris Régimbart, 1895
- Copelatus sylvaticus Guignot, 1952
- Copelatus takakurai Satô, 1985
- Copelatus tanaus Guignot, 1953
- Copelatus taprobanicus Wewalka & Vazirani, 1985
- Copelatus tenebrosus Régimbart, 1880
- Copelatus teranishii Kamiya, 1938
- Copelatus terminalis Sharp, 1882
- Copelatus ternatensis Régimbart, 1899
- Copelatus thiriouxi Peschet, 1917
- Copelatus thrasys Guignot, 1952
- Copelatus tibialis Sharp, 1882
- Copelatus tinctor Guignot, 1954
- Copelatus togoensis Régimbart, 1895
- Copelatus tomokunii Satô, 1985
- Copelatus tostus J.Balfour-Browne, 1950
- Copelatus trifilis Guignot, 1958
- Copelatus triglyphus Guignot, 1955
- Copelatus trilobatus Régimbart, 1895
- Copelatus tschaga Bilardo & Pederzani, 1972
- Copelatus tucuchiensis J.Balfour-Browne, 1939
- Copelatus tulagicus Guignot, 1942
- Copelatus uludanuensis Hendrich & Balke, 1995
- Copelatus undecimstriatus Aubé, 1838
- Copelatus unguicularis Régimbart, 1903
- Copelatus usagarensis Zimmermann, 1926
- Copelatus vagatus Guignot, 1952
- Copelatus vagestriatus Zimmermann, 1919
- Copelatus vagus Bilardo & Rocchi, 1995
- Copelatus validus Sharp, 1882
- Copelatus vanninii Bilardo & Rocchi, 1999
- Copelatus variegatus Régimbart, 1895
- Copelatus venustus Bilardo & Rocchi, 1995
- Copelatus vigintistriatus Fairmaire, 1869
- Copelatus vigintisulcatus Régimbart, 1895
- Copelatus villiersi Guignot, 1950
- Copelatus virungaensis Bilardo, 1982
- Copelatus vitraci Legros, 1948
- Copelatus vivax Guignot, 1953
- Copelatus wallacei J.Balfour-Browne, 1939
- Copelatus waltoni J.Balfour-Browne, 1950
- Copelatus wewalkai Holmen & Vazirani, 1990
- Copelatus weymarni J.Balfour-Browne, 1947
- Copelatus xanthocephalus Régimbart, 1899
- Copelatus yacumensis Guignot, 1957
- Copelatus zadiensis Bilardo & Rocchi, 1995
- Copelatus zimmermanni Gschwendtner, 1934